# Дзян Дзъмин
Дзян Дзъмин (на традиционен китайски: 江澤民, на опростен китайски: 江泽民, на пинин: Jiāng Zémín, роден на 17 август 1926 г. – 30 ноември 2022 г.) е управлявал като генерален секретар на ККП от 1989 до 2002 г., като председател на КНР от 1993 до 2003 г., както и като председател на Централния военен съвет на КНР от 1989 до 2004 г. Той е „сърцето на третата генерация“ на лидерите на ККП. Женен е за Уан Йепин и има син и дъщеря. Той започва преследването на Фалун Гонг, опасявайки се, че проповядваните от нея морални ценности могат да накарат хората да започнат с течение на времето съпротива срещу тоталитарния комунистически режим.